# Кит, Дик
Дик Кит (англ. Dick Keith, род. 15 мая 1933, Белфаст — ум. 28 февраля 1967, Борнмут) — североирландский футболист, играл на позиции защитника.
Выступал на родине за «Линфилд», а также в английских клубах «Ньюкасл Юнайтед», «Борнмут» и «Уэймут», и за национальную сборную Северной Ирландии.

## Клубная карьера
Во взрослом футболе дебютировал в 1950 году выступлениями за «Линфилд» из родного города, в которой провёл шесть сезонов.
Своей игрой за эту команду привлёк внимание представителей тренерского штаба «Ньюкасл Юнайтед», к составу которого присоединился в 1956 году. Отыграл за «сорок» следующие семь сезонов своей игровой карьеры. Большую часть времени, проведённого в составе, был основным игроком защиты команды.
В 1964 году перешёл в «Борнмут», выступавший в третьем по уровню дивизионе Англии, где отыграл 2 сезона.
С 1966 года играл за английский клуб «Вэймут». Погиб 28 февраля 1967 года на 34-м году жизни на строительстве в городе Борнмут.

## Выступления за сборную
В 1957 году дебютировал в официальных матчах в составе национальной сборной Северной Ирландии.
В составе сборной был участником чемпионата мира 1958 года в Швеции, где ирландцы неожиданно смогли пройти групповой этап, а Кит сыграл во всех пяти матчах сборной на турнире.
В течение карьеры в национальной команде, которая длилась 6 лет, провёл в форме главной команды страны 23 матча.

## Ссылка
- Профиль на сайте National Football Teams (англ.)
- Профиль на сайте worldfootball.net (англ.)(нем.) (фр.) (исп.) (порт.) (нид.) (пол.)